# Parakeelya remota
Parakeelya remota är en källörtsväxtart som först beskrevs av John McConnell Black, och fick sitt nu gällande namn av M.A. Hershkovitz. Parakeelya remota ingår i släktet Parakeelya och familjen källörtsväxter. Inga underarter finns listade i Catalogue of Life.